# Sérilhac
 Sérilhac  (en occitano Cerilhac) es una comuna y población de Francia, en la región de Nueva Aquitania, departamento de Corrèze, en el distrito de Brive-la-Gaillarde y cantón de Midi Corrézien.
Su población en el censo de 2008 era de 284 habitantes.
Está integrada en la Communauté de communes du Midi Corrézien.

## Demografía
| 412 | 365 | 352 | 313 | 308 | 313 | 284 |
| Para los censos de 1962 a 1999 la población legal corresponde a la población sin duplicidades (Fuente: INSEE [Consultar]) |     |     |     |     |     |     |